# 앤디 서키스
앤디 서키스(Andy Serkis, 1964년 4월 20일 ~ )는 잉글랜드의 배우이다. 《반지의 제왕 삼부작》과 《호빗 삼부작》의 골룸 역과 《혹성탈출 삼부작》의 시저 역으로 유명하다. 스타워즈 시퀄 삼부작의 스노크 역 연기자이기도 하다.

## 작품 목록

### 영화 출연
- 혹성탈출: 종의 전쟁 (2017) - 시저 역
- 스타워즈: 라스트 제다이 (2017) - 슈프림 리더 스노크 역
- 블랙 팬서 (2018) - 율리시스 클로 역
- 플라스키 (2018)
- 모글리: 정글의 전설 (2018) - 발루 목소리 역
- 롱 샷 (2019) - 파커 웸블리 역
- 더 배트맨 (2022) - 알프레드 페니워스 역
- 루터: 태양의 몰락 (2023) - 데이비드 로비 역
- 베놈: 라스트 댄스 (2024) - 널 역
- 동물 농장 (2025) - 벤저민 역 (목소리)

### 영화 연출
- 달링 (2017)
- 모글리: 정글의 전설 (2018)
- 베놈 2: 렛 데어 비 카니지 (2021)
- 동물 농장 (2025)

### 영화 제작
- 더 리투얼 (2017)